# Liste der Museen in Stockholm

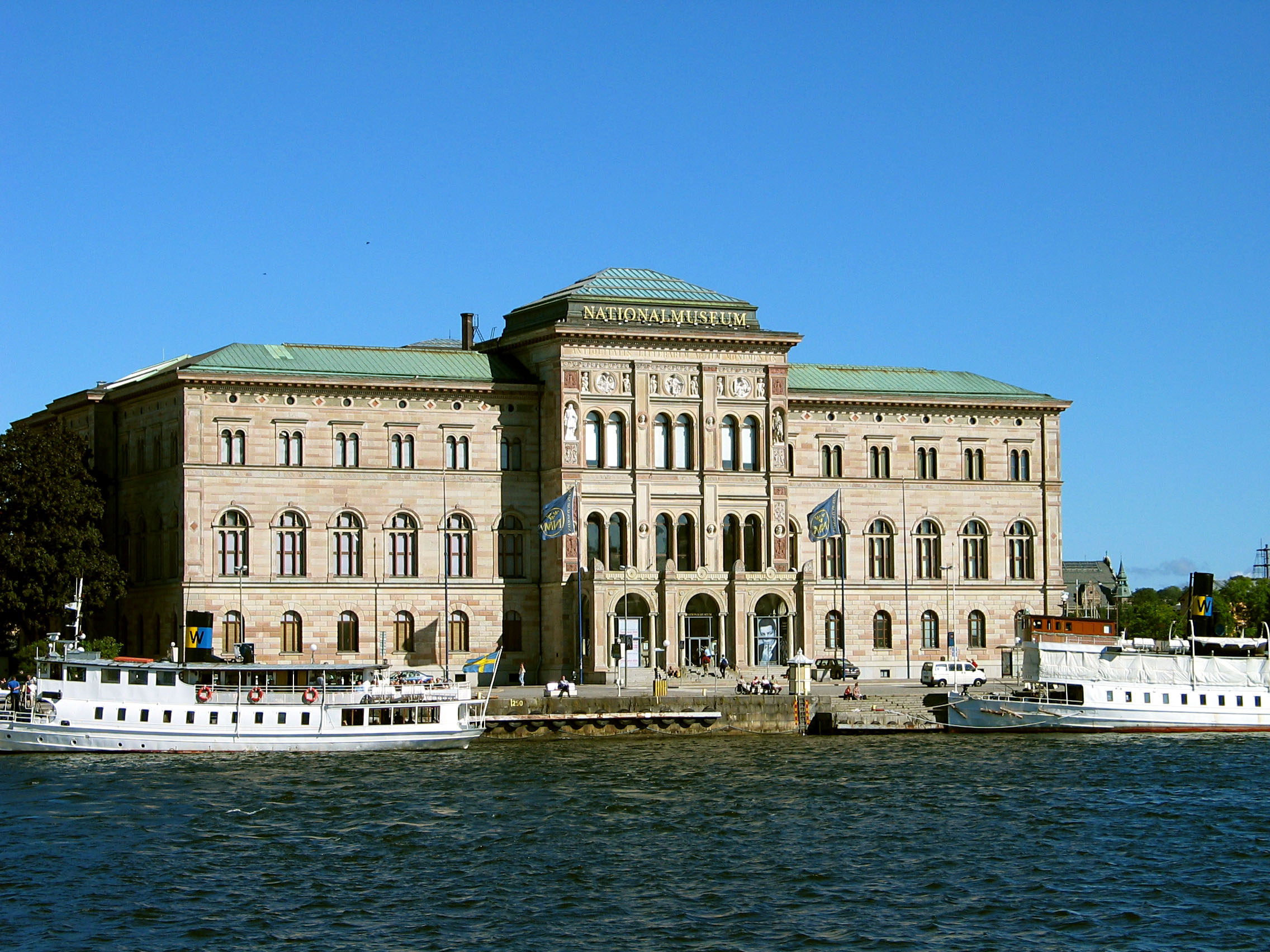
Schwedisches Nationalmuseum

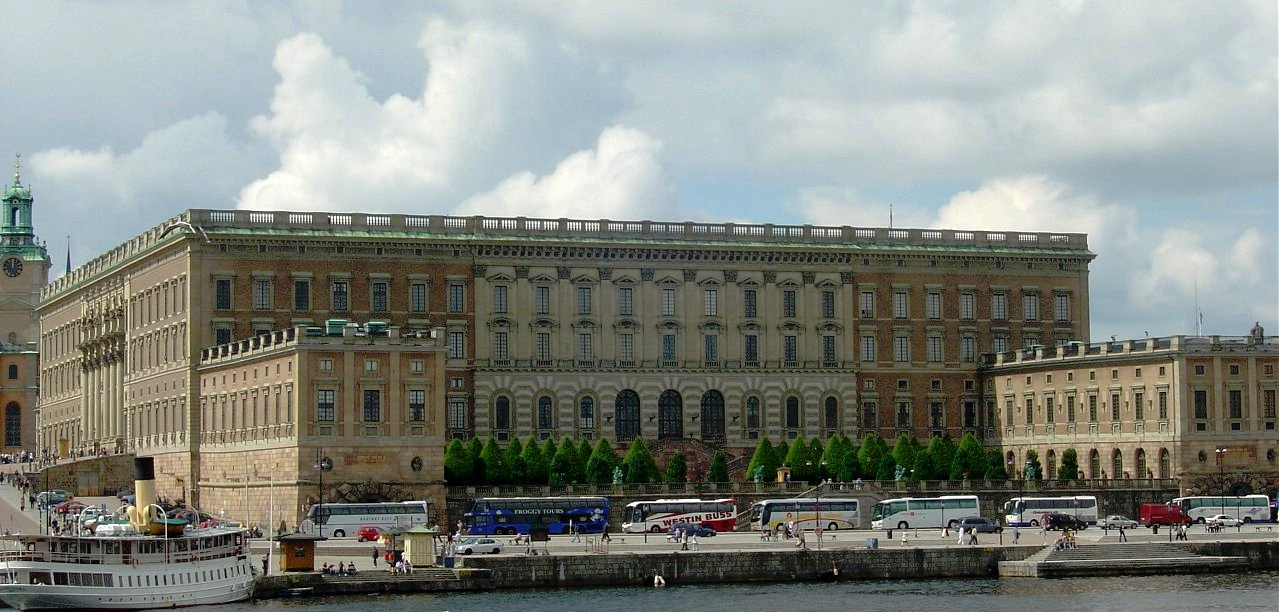
Stockholmer Schloss

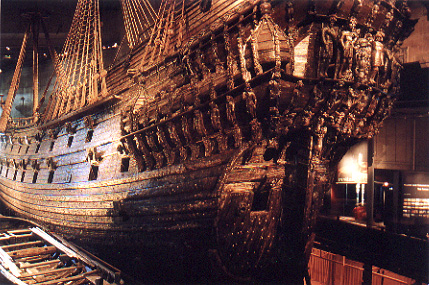
Die Vasa im Vasamuseum

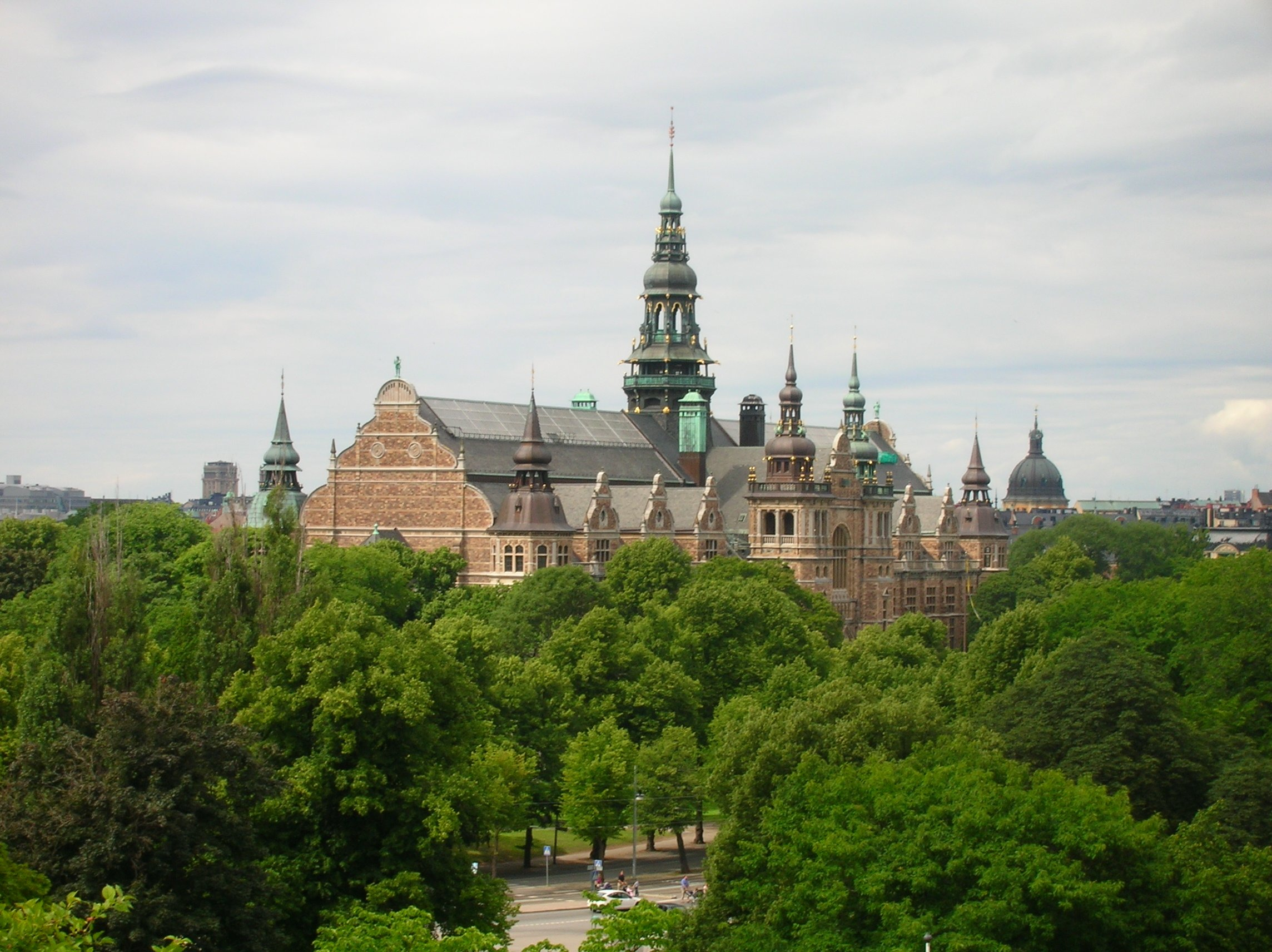
Nordiska Museet, gesehen vom Freilichtmuseum Skansen

In dieser Liste sind die wichtigsten Museen Stockholms zusammengefasst. Zu den meistbesuchten gehören das Stockholmer Schloss und das Vasa-Museum. 

## Historische Museen
- Armémuseum
- Haga-Park-Museum
- Hallwylska-Museum
- Historisches Museum
- Jüdisches Museum
- Forum für lebende Geschichte
- Königliche Rüstkammer
- Stockholmer Schloss
- Stockholmer Stadtmuseum
- Seehistorisches Museum
- Stockholms medeltidsmuseum
- Skansen
- Stockholmer Länsmuseum
- Vasamuseum

## Kunstmuseen
- Architekturmuseum
- Liljevalchs Kunsthalle
- Moderna Museet
- Kungliga Myntkabinettet
- Nationalmuseum
- Nordiska Museet
- Magasin 3 (Kunsthalle)
- Thiel'sche Galerie
- Prinz Eugens Waldemarsudde

## Naturkundlicheundtechnische Museen
- Aquarium
- Biologisches Museum
- Botanischer Garten
- Schmetterlingshaus im Hagapark
- Naturhistorisches Reichsmuseum
- Museum im Observatorium
- Technisches Museum

## Spezialmuseen
- ABBA The Museum
- K.A. Almgren - Sidenväveri Museum (Seidenweberei)
- Ethnographisches Museum
- Gefängnismuseum
- Junibacken (Astrid Lindgrens Figuren)
- Medicinhistoriska Museet
- Musikmuseum
- Nobelmuseum
- Mittelmeermuseum
- Ostasiatisches Museum
- Polizeimuseum
- Postmuseum
- Spielzeugmuseum Stockholm
- Sportmuseum
- Spritmuseum
- Straßenbahnmuseum Stockholm
- Strindbergmuseum
- Tanzmuseum

## Kulturzentren
- Farbenfabrik
- Kulturhuset